# Akvinta
Akvinta votka je žestoko alkoholno piće koje se proizvodi u Hrvatskoj, u destileriji Adriatic Distillers u Donjem Prološcu pokraj Imotskog. Proizvodi se destilacijom pšenice uz upotrebu izvorske vode. Specifičnost ove vodke jest višestruka filtracija kroz ugljen, mramor, srebro, zlato i platinu, kojom se dobiva vodka posebnih svojstava.
Vodka Akvinta je zbog svoje kvalitete 18. svibnja 2007. dobila pravo uporabe znaka Hrvatska kvaliteta.